# Дайнин, Гэри
Дэниел Патрик (Гэри) Дайнин (англ. Daniel Patrick "Gary" Dineen; 24 декабря 1943, Монреаль, Квебек — 1 апреля 2006, Спрингфилд, Массачусетс) — канадский хоккейный центральный нападающий и тренер.

## Биография

### Карьера игрока

#### В клубах
Начинал выступать в юношеских командах из Торонто, с которыми дважды выигрывал Мемориальный кубок (1961, 1964). С 1964 года играл за Университет Британской Колумбии. В сезоне 1968/69 дебютировал в профессиональном хоккее, проведя четыре игры в НХЛ за клуб «Миннесота Норт Старз», в которых отметился одной результативной передачей. «Миннесоте» Гэри принадлежал два сезона и, в основном, выступал за её фарм-клубы в Центральной хоккейной лиге — «Мемфис Саут Старз» и «Айова Старз». Завершил карьеру игрока Дайнин, выступая за фарм-клуб «Лос-Анджелес Кингз»  — «Спрингфилд Кингз», выиграв в последнем своём сезоне Кубок Колдера.

#### В сборной
В составе сборной Канады в рамках Олимпийских игр и чемпионатов мира (1964, 1965, 1967, 1968) провёл 28 матчей и забил 11 голов, выиграв две бронзовые медали (1967, 1968).

### Карьера тренера
По завершении карьеры игрока остался в Спрингфилде, где возглавлял «Спрингфилд Индианс» вплоть до сезона 1977/78. Став самым молодым тренером в истории АХЛ, получил прозвище «Мальчик-чудо». В структуре клуба Гэри проработал более 30 лет, развивая также собственную хоккейную школу, воспитал множество профессионалов, 35 из которых выбирались на драфте НХЛ, в том числе Билл Герин, Скотт Лашанс и Дэн Лякутюр. Введён в Зал хоккейной славы штата Массачусетс (2003).

### Последние годы
Скончался в возрасте 62 лет после продолжительной болезни, похоронен на кладбище Сент-Томас в Вест-Спрингфилде (Массачусетс). Его семья состояла из жены Пэтти и дочери Кэти. Его племянник Кевин Дайнин — также хоккеист, член сборной Канады на Олимпийских играх 1984 года, главный тренер женской сборной Канады на победных для неё Олимпийских играх 2014 года.